# Nèctar
|  | Per a altres significats, vegeu «Nèctar (desambiguació)». |

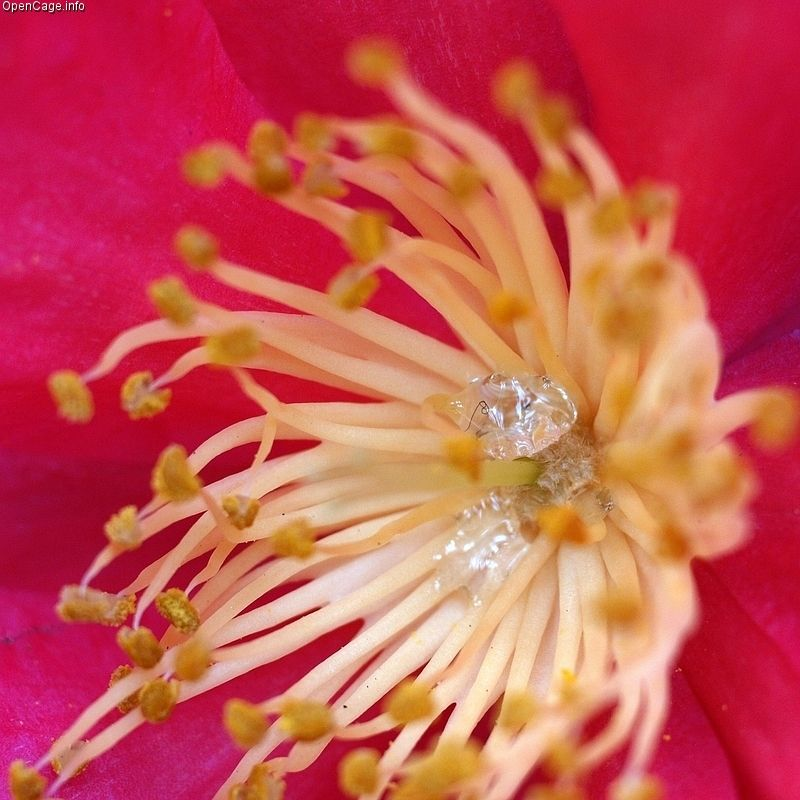
Nèctar de camèlia

El nèctar, en botànica és una solució aquosa més o menys concentrada de sucres, aminoàcids, ions minerals i substàncies aromàtiques que tenen moltes flors com a reclam i recompensa per als animals pol·linitzadors que duen a terme el transport involuntari de pol·len d'unes flors a altres de la mateixa o diferent planta. Des del punt de vista evolutiu, l'aparició del nèctar va suposar per a les flors nectaríferes un estalvi important de pol·len a canvi d'un major esforç en la secreció d'aliments específics per als seus vectors pol·linitzadors. Aquest mot indica "beguda dels déus", i el seu origen cal cercar-lo en la paraula grega νέκταρ (Nektar) de "nek" (mort) i "-tar" (superar). L'ús més antic registrat del seu significat actual, "líquid dolç de les flors", és del 1609.
El nèctar és produït per glàndules diferenciades en la base dels estams o dels pètals, anomenades nectaris i s'acumula en dipòsits en forma de bosses o esperons de la base de la corol·la. Aquesta localització obliga als agents pol·linitzadors a tocar primer els estams, on es carreguen de pol·len, i després amb els estigmes de segones flors, on alguns grans poden quedar dipositats. El nèctar floral és l'aliment energètic de diversos grups d'animals, com els colibrís, les papallones diürnes i nocturnes, les abelles, mosques, etc. El nèctar és la matèria primera més important per a la producció de la mel de l'abella mel·lífera i d'altres espècies d'himenòpters socials. Els insectes seleccionen i visiten les plantes amb un nèctar de més alta concentració de sucres. Algunes plantes amb estructures florals molt especialitzades, com el romaní, produeixen poc nèctar en cada flor perquè l'estructura de la flor permet ser fàcilment pol·linitzada pels insectes. Les plantes anemòfiles, però, no secreten nèctar. La producció de nèctar en les plantes depèn de diversos factors, entre ells l'espècie, la varietat, l'altitud, la latitud, la temperatura, la insolació, la humitat i altres.

## Nèctar extrafloral
També hi ha nectaris fora del periant (nectaris extraflorals) com és el cas dels que es troben en les fulles del cirerer. Sembla que aquest nèctar produït fora de la flor té una funció d'atracció d'insectes depredadors que, a més de consumir el nèctar es mengen altres insectes que malmeten les plantes Els nectaris extraflorals generalment s'ubiquen en el pecíol de les fulles, nervadura central o marge de la fulla. Es creu que poden ser modificacions estructurals de tricomes que traspuen nèctar a partir de la saba del floema. Nectaris extraflorals poden ser trobats en les espècies que pertanyen, entre d'altres, als gèneres Salix, Prunus i Gossypium. En moltes plantes carnívores el nèctar serveix per a atraure els insectes que, posteriorment, seran capturats per la mateixa planta.
|  |  |  |

## Components naturals del nèctar
Encara que el seu principal ingredient és el sucre natural (és a dir, la sacarosa la glucosa i la fructosa), el nèctar amaga una barreja de moltes substàncies químiques. Per exemple, algunes plantes del gènere Nicotiana de l'estat de Utah, a Amèrica del Nord, utilitzen diversos aromes volàtils per a atraure la pol·linització de les aus i les papallones per bé que la nicotina no volàtil fa que aquest nèctar sigui molt amarg. Els investigadors especulen que el propòsit d'aquesta estratègia és impulsar l'ocell a només fer un tast per a, ràpidament, visitar altres plantes per omplir la seva fam i, així, es maximitza l'eficiència de la pol·linització adquirida per la planta per a una producció de nèctar mínim. Algunes neurotoxines com per exemple l'esculina són presents en alguns nèctars, com el d'Aesculus californica.
El nèctar és la base de la mel a través del procés enzimàtic d'ingestió i la tasca de concentració (per successiva evaporació) a càrrec de les abelles. Aquesta mel varia en les seves propietats organolèptiques (color, olor, viscositat, etc.) en funció de la composició química i les distintes proporcions de minerals i de colorants del pol·len recol·lectat per les abelles en funció de la flora i el clima d'un determinat indret.
En la vegetació de garriga de la vegetació mediterrània la relació entre sacarosa/hexosa és major de 0,5 en els nèctars de les plantes que floreixen a la primavera estiu i és menor de 0,5 en les que floreixen a l'hivern. Entre les plantes de la família lamiàcia (per exemple farigola i espígol) hi predomina també la sacarosa en canvi entre les liliàcies i apiàcies (per exemple asfodels i fonoll) predominen les hexoses. Hi ha una alta correlació entre les plantes de corol·la tubular i la riquesa en sacarosa mentre les corol·les obertes i accessibles tendeixen a ser riques en hexosa. Entre les famílies d'insectes només els àpids Megachilidae prefereixen sempre el nèctar ric en sacarosa i són un factor selectiu per les plantes amb nèctars alts en sacarosa.

## Guies de nèctar
Les guies de nèctar són patrons visuals de les flors de determinades espècies de plantes angiospermes que tenen la funció de "guiar" els pol·linitzadors cap al nèctar i el pol·len. En molts casos aquests patrons poden ser visibles a l'ull humà, per exemple, la dalmàcia (Linaria genistifolia) té flors grogues amb guies de nèctar ataronjades. De vegades en certes espècies, com el gira-sol, les guies només són visibles sota llum ultraviolada. El color de la llum ultraviolada, invisible per als éssers humans, ha estat anomenat "violeta d'abelles", i les mescles dels raigs ultraviolats amb una menor longitud d'ona (com el groc) s'anomena "púrpura d'abelles", per analogia amb el porpre de la visió humana.
En algunes flors les guies són línies que convergeixen cap als nectaris, en altres flors les guies apareixen com taques o esquitxades convergents en els pètal, i fins i tot algunes tenen un centre sòlid de color contrastant. El conjunt de línies i taques d'aquestes corol·les s'anomena nectarostigma.
Es creu que en la selecció natural, les flors es van fer més atractives a pol·linitzadors com l'abella i altres insectes que poden veure les longituds d'ona de l'ultraviolat. Les flors pol·linitzades per colibrís, en canvi, no tenen guies ultraviolats, ja que aquests no tenen aquesta visió. En aquesta pàgina es pot veure, en canvi, que hi ha papallones que aprecien molt bé les flors amb reflexos en la UV i en l'espectre de llum visible de Rudbeckia hirta.
|  |  |